# G-Unit
G-Unit (Abk. für Guerilla Unit, auch Gangsta Unit oder Gorilla Unit) war eine US-amerikanische Hip-Hop-Gruppe aus New York City, bestehend aus den Rappern 50 Cent, Lloyd Banks, Tony Yayo, Young Buck und Kidd Kidd. DJ der Crew ist DJ Whoo Kid.

## Gründung und Aufstieg
50 Cent, Tony Yayo, Sha Money XL, Domination und Bang ’Em Smurf gründeten die Gruppe im New Yorker Viertel Jamaica im Bezirk Queens im Jahre 1998. Später kam der in Baltimore geborene Lloyd Banks hinzu, der bei der Gruppengründung noch als zu jung angesehen worden war. Ihm gelang erst die Aufnahme, als 50 Cent angeschossen wurde und Banks sich in dieser Situation als guter Freund erwies. Im Jahr 2005 trat Olivia bei. Außerdem wurde der abgewanderte The Game durch Spider Loc ersetzt. In den Jahren darauf traten noch Hot Rod, 40 Glocc, Willy Northpole und Carnegie bei. Durch ein Abkommen von BME Clique und G-Unit sind beide Labels berechtigt, Alben mit den gleichen Künstlern zu veröffentlichen. Der Erste, der davon Nutzen trägt, ist der bereits berühmte Lil Scrappy. Willy Northpole verließ G-Unit Anfang März 2008 und unterschrieb einen Plattenvertrag mit DTP, dem Label von Ludacris. Die Sängerin Olivia verließ ebenfalls die G-Unit im Frühjahr 2007.
Maßgeblich zum Erfolg der Gruppe trug Eminem bei. Er hörte das Mixtape God’s Plan, bot sich daraufhin als Produzent der Gruppe an und war an 50 Cents Hitalbum Get Rich Or Die Tryin’ beteiligt.
Als die Gruppe bereits erste Erfolge mit Mixtapes hatte, stieß Young Buck (geboren in Tennessee) zur Gruppe. Der erste große Erfolg gelang, nachdem 50 Cent mit Wanksta und In da Club Hits als Solorapper hatte, die das Interesse auch an der Gruppe vergrößerten. Tony Yayo erlebte diese Zeit im Gefängnis, da er zwischenzeitlich eine Haftstrafe aufgrund illegalen Waffenbesitzes und Urkundenfälschung verbüßte und erst nach Erscheinen des ersten G-Unit Albums Beg for Mercy wieder in Freiheit kam.

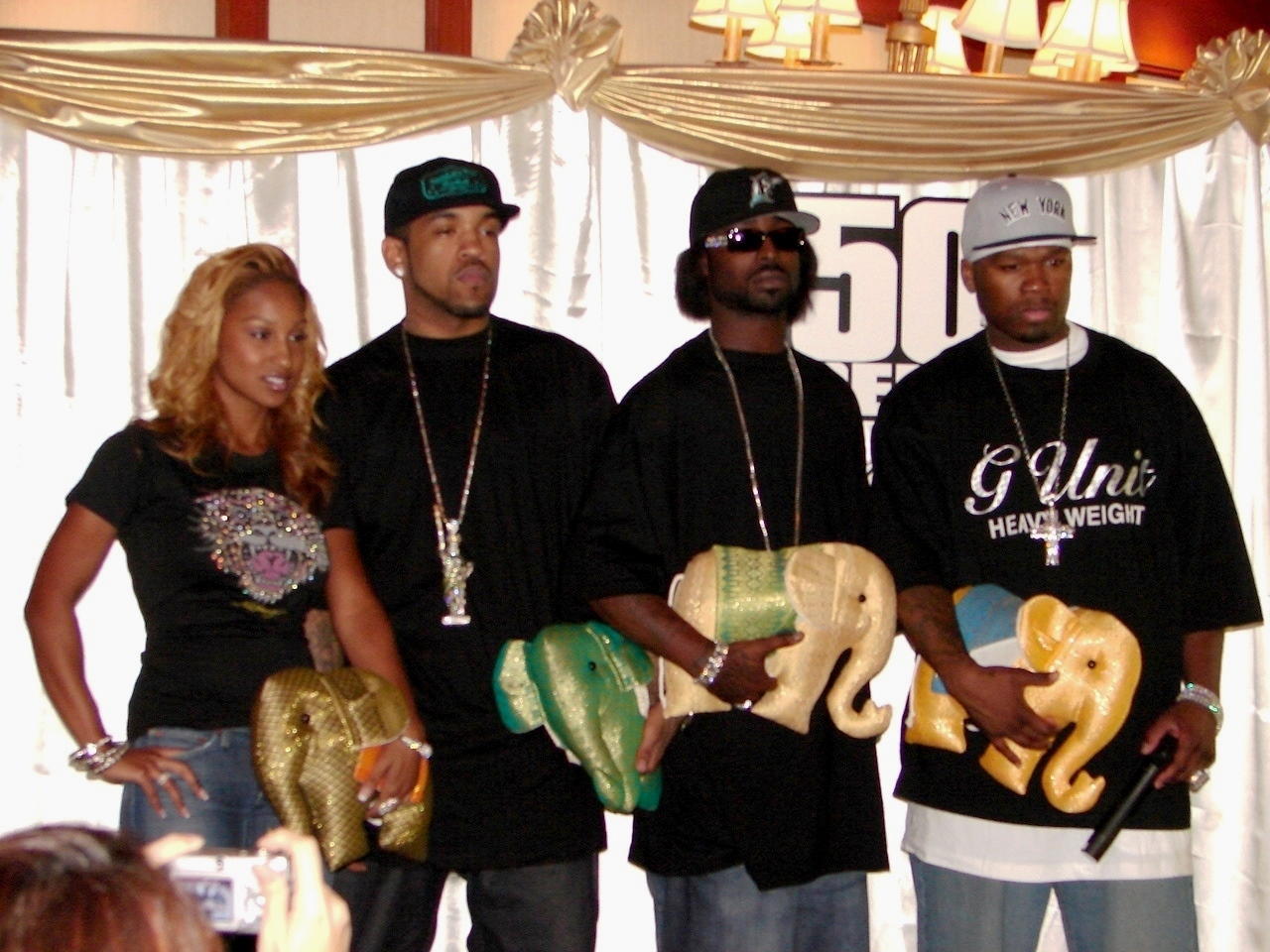
V. l. n. r.: Olivia, Lloyd Banks, Young Buck, 50 Cent (2006)

Zwischenzeitlich gehörte The Game (aus Compton) zur G-Unit und veröffentlichte im Januar 2005 sein Album The Documentary. Produziert haben das Album u. a. Dr. Dre, Eminem und Just Blaze. Nachdem er sich dann aber von der Gruppe trennte, sah es so aus, als bliebe dies sein einziges von Dr. Dre produziertes Album. Eine zwischenzeitliche Versöhnung von ihm mit 50 Cent hielt nicht lange an und im Juni 2005 flammte der Streit erneut auf. Dieser wurde allerdings im Juli 2016 beigelegt.
Sha Money XL ist heute Manager und Producer der Gruppe. G-Unit hat ein eigenes Sublabel G-Unit Records bei Interscope, das eng mit Aftermath Entertainment (Dr. Dre. Label) und Shady Records (Eminems Label) zusammenarbeitet. Das Label G-Unit besitzt wiederum zwei Sublabel: The Infamous Records von Mobb Deep und Cashville Records von Young Buck.
Die Gründungsmitglieder Bang ’Em Smurf und Domination sind heute die Silverback Gorillaz.
Im April 2008 gab 50 Cent bekannt, dass Young Buck kein Teil mehr der G-Unit sei, jedoch weiterhin bei G-Unit Records unter Vertrag stehe. 50 Cent kündigte im Juni 2014 ein neues G-Unit-Album an, welches noch im Herbst desselben Jahres erscheinen soll.
Nachdem Yayo und 50 Cent getrennt voneinander erklärt hatten, dass G-Unit nicht mehr existiere, versöhnten sich die ursprünglichen Mitglieder der Gruppe und kamen beim Summer Jam 2014 wieder zusammen, auch mit Young Buck, der die Gruppe vor sechs Jahren verlassen hatte. Kidd Kidd, ein Künstler von G-Unit Records, wurde bei der Wiedervereinigung ebenfalls in die Gruppe aufgenommen. G-Unit veröffentlichte im August desselben Jahres ihr erstes gemeinsames Projekt seit sechs Jahren, eine EP mit dem Titel The Beauty of Independence.
Im April 2018 gab Kidd Kidd bekannt, dass er sowohl die Gruppe als auch G-Unit Records verlässt, um unabhängig zu werden. Im Juni desselben Jahres gab 50 Cent bekannt, dass sich die Gruppe aufgelöst hat.

## „Beef“ mit Konkurrenten
Die G-Unit ist bekannt dafür, häufig Beef (zu Deutsch: Streit), also in der Regel verbale Streitigkeiten, die z. B. durch Beleidigungen („Disses“) auf Platten ausgetragen werden, mit anderen Rappern zu haben.
So kam es schon zu Konflikten u. a. mit Nas, Ja Rule, Joe Budden, Fat Joe, Jadakiss, P. Diddy und The Game, der später eine regelrechte Kampagne gegen seinen ehemaligen Arbeitgeber G-Unit mit dem Namen G-Unot ausrief. Er unterschreibt The-Game-Autogrammkarten mit Fuck 50 Cent gefolgt von seinem Namen. The Game veröffentlichte Ende 2005 das Mix-Tape Ghost-Unit, das viele Disstracks bezüglich 50 Cent und der G-Unit beinhaltet, sowie einen 15-minütigen Freestyle-Track namens 300 Bars & Runnin’. 50 Cent ging daraufhin im Sommer 2006 in die Offensive und sagte, dass er seine Feinde „begraben“ wird. Diese Ankündigung traf er schon früher gegenüber Ja Rule. Daraufhin mischte sich Snoop Dogg ein und verteidigte The Game, weil dieser wie er selbst von der Westcoast stammt. Als letztes kam es während des 56. NBA-Allstar-Wochenendes in Las Vegas beinahe zu einer Auseinandersetzung zwischen Young Buck und The Game, die jedoch von den anwesenden Sicherheitskräften aufgehalten werden konnte.

## Streit in der Crew
Im April 2007 gab es Streitereien in den eigenen Reihen. Olivia musste die G-Unit Crew verlassen, da, laut 50 Cent, ihr „kreatives Potenzial […] einfach nicht ausgereicht [hat]“. Hinzu kam auch der Streit zwischen 50 Cent und Young Buck. Young Buck sagte einem Radiosender, dass er sich mit The Game versöhnen wolle, was 50 Cent unrecht war. Daraufhin äußerte 50 Cent in einem Interview mit dem Radiosender Hot97, dass er nicht mehr für seine Crewmitglieder arbeiten wolle.
Der gesamte Konflikt wurde jedoch kurze Zeit später von Young Buck, aber auch von 50 Cent, wieder dementiert. 50 Cent tat dies in der US-amerikanischen Fernsehshow Sucker Free, in der dann auch noch Tony Yayo und Young Buck auftraten. Im September 2010 meinte 50 Cent im Rahmen eines Interviews mit dem US-amerikanischen Radiosender Shade 45 zu den Streitigkeiten mit Young Buck, dass er die Zusammenarbeit mit ihm wieder aufnehmen wird.

## Diskografie

### Studioalben
| Jahr | Titel                      | Höchstplatzierung, Gesamtwochen, AuszeichnungChartplatzierungen (Jahr, Titel, Platzierungen, Wochen, Auszeichnungen, Anmerkungen) | Höchstplatzierung, Gesamtwochen, AuszeichnungChartplatzierungen (Jahr, Titel, Platzierungen, Wochen, Auszeichnungen, Anmerkungen) | Höchstplatzierung, Gesamtwochen, AuszeichnungChartplatzierungen (Jahr, Titel, Platzierungen, Wochen, Auszeichnungen, Anmerkungen) | Höchstplatzierung, Gesamtwochen, AuszeichnungChartplatzierungen (Jahr, Titel, Platzierungen, Wochen, Auszeichnungen, Anmerkungen) | Höchstplatzierung, Gesamtwochen, AuszeichnungChartplatzierungen (Jahr, Titel, Platzierungen, Wochen, Auszeichnungen, Anmerkungen) | Anmerkungen                                                   |
| Jahr | Titel                      | DE | AT | CH | UK | US | Anmerkungen                                                   |
| ---- | -------------------------- | --- | --- | --- | --- | --- | ------------------------------------------------------------- |
| 2003 | Beg for Mercy              | DE57 (14 Wo.)DE | — | CH28 (13 Wo.)CH | UK13 Platin · (22 Wo.)UK | US2 ×2Doppelplatin · (41 Wo.)US                                                                                                   | Erstveröffentlichung: 14. November 2003 Verkäufe: + 2.515.000 |
| 2008 | T*O*S (Terminate on Sight) | DE54 (1 Wo.)DE | AT44 (2 Wo.)AT | CH25 (6 Wo.)CH | UK39 (3 Wo.)UK | US4 (11 Wo.)US | Erstveröffentlichung: 1. Juli 2008                            |

### Mixtapes
| Jahr | Titel                 | Höchstplatzierung, Gesamtwochen, AuszeichnungChartplatzierungen (Jahr, Titel, Platzierungen, Wochen, Auszeichnungen, Anmerkungen) | Höchstplatzierung, Gesamtwochen, AuszeichnungChartplatzierungen (Jahr, Titel, Platzierungen, Wochen, Auszeichnungen, Anmerkungen) | Anmerkungen                                                             |
| Jahr | Titel                 | CH | UK | Anmerkungen                                                             |
| ---- | --------------------- | --- | --- | ----------------------------------------------------------------------- |
| 2002 | 50 Cent Is the Future | CH59 (2 Wo.)CH | UK65 (1 Wo.)UK | Erstveröffentlichung: 1. Juni 2002 erst 2004 in die Charts eingestiegen |

Weitere Mixtapes
- 2002: God’s Plan
- 2002: No Mercy No Fear
- 2003: Automatic Gunfire
- 2003: Bulletproof
- 2003: G-Unit Radio 01 – Smoking Day 2
- 2003: G-Unit Radio 02 – International Ballers
- 2003: G-Unit Radio 03 – Talkin It To The Streets
- 2003: G-Unit Radio 04 – No Peace Talks
- 2004: G-Unit Radio 05 – All Eyez On Us
- 2004: G-Unit Radio 06 – Motion Picture Shit
- 2004: G-Unit Radio 07 – King Of New York
- 2004: G-Unit Radio 08 – The Fifth Element
- 2004: G-Unit Radio 09 – G-Unit City
- 2005: G-Unit Radio 10–2050 – Before The Massacre
- 2005: G-Unit Radio 11 – Raw & Uncut
- 2005: G-Unit Radio 12 – So Seductive
- 2005: G-Unit Radio 13 – The Return Of The Mixtape Millionaire
- 2005: G-Unit Radio 14 – Back To Business
- 2005: G-Unit Radio 15 – Are You A Window Shopper?
- 2006: G-Unit Radio 16 – Mase 10 Years of Hate
- 2006: G-Unit Radio 17 – The Best In The Bizness
- 2006: G-Unit Radio 18 – Rags To Riches
- 2006: G-Unit Radio 19 – Freeway
- 2006: G-Unit Radio 20 – The Best In The Bizness Part 2
- 2006: G-Unit Radio 21 – Hate It Or Love It
- 2006: G-Unit Radio 22 – Hip Hop Is Dead
- 2007: G-Unit Radio 23 – Finally Off Papers
- 2007: G-Unit Radio 24 – The Clean Up Man
- 2007: G-Unit Radio 25 – Sabrina’s Baby Boy
- 2008: This Is 50 Vol. 1 – Return of the Body Snatchers
- 2008: This Is 50 Vol. 2 – Elephant in the Sand
- 2008: This Is 50 Vol. 3 – Sincerely Yours, SouthSide
- 2016: The Lost Flash Drive

### EPs
| Jahr | Titel                      | Höchstplatzierung, Gesamtwochen, AuszeichnungChartsChartplatzierungen (Jahr, Titel, Platzierungen, Wochen, Auszeichnungen, Anmerkungen) | Anmerkungen                           |
| Jahr | Titel                      | US | Anmerkungen                           |
| ---- | -------------------------- | --- | ------------------------------------- |
| 2014 | The Beauty of Independence | US17 (3 Wo.)US | Erstveröffentlichung: 25. August 2014 |
| 2015 | The Beast Is G-Unit        | US27 (4 Wo.)US | Erstveröffentlichung: 3. März 2015    |

### Singles
| Jahr | Titel Album                                         | Höchstplatzierung, Gesamtwochen, AuszeichnungChartplatzierungen (Jahr, Titel, Album, Platzierungen, Wochen, Auszeichnungen, Anmerkungen) | Höchstplatzierung, Gesamtwochen, AuszeichnungChartplatzierungen (Jahr, Titel, Album, Platzierungen, Wochen, Auszeichnungen, Anmerkungen) | Höchstplatzierung, Gesamtwochen, AuszeichnungChartplatzierungen (Jahr, Titel, Album, Platzierungen, Wochen, Auszeichnungen, Anmerkungen) | Höchstplatzierung, Gesamtwochen, AuszeichnungChartplatzierungen (Jahr, Titel, Album, Platzierungen, Wochen, Auszeichnungen, Anmerkungen) | Höchstplatzierung, Gesamtwochen, AuszeichnungChartplatzierungen (Jahr, Titel, Album, Platzierungen, Wochen, Auszeichnungen, Anmerkungen) | Anmerkungen                                                |
| Jahr | Titel Album                                         | DE | AT | CH | UK | US | Anmerkungen                                                |
| ---- | --------------------------------------------------- | --- | --- | --- | --- | --- | ---------------------------------------------------------- |
| 2003 | Stunt 101 Beg for Mercy                             | DE39 (9 Wo.)DE | AT72 (2 Wo.)AT | CH19 (14 Wo.)CH | UK25 (9 Wo.)UK | US13 (18 Wo.)US | Erstveröffentlichung: 23. September 2003                   |
| 2003 | Poppin’ Them Thangs Beg for Mercy                   | — | — | — | UK10 Silber · (8 Wo.)UK | — | Erstveröffentlichung: 4. November 2003 Verkäufe: + 200.000 |
| 2004 | Wanna Get to Know You Beg for Mercy                 | — | — | CH20 (10 Wo.)CH | UK27 (5 Wo.)UK | US15 (18 Wo.)US | Erstveröffentlichung: 13. Januar 2004 feat. Joe            |
| 2004 | Ride wit U And Then…                                | DE62 (4 Wo.)DE | — | — | UK12 (8 Wo.)UK | US56 (14 Wo.)US | Erstveröffentlichung: 24. Februar 2004 Joe feat. G-Unit    |
| 2008 | I Like the Way She Do It T*O*S (Terminate on Sight) | — | — | — | — | US95 (1 Wo.)US | Erstveröffentlichung: 22. April 2008                       |

Weitere Singles
- 2003: My Buddy
- 2004: Smile
- 2005: I Know You Don’t Love Me (Tony Yayo feat. G-Unit)
- 2008: Rider Pt. 2
- 2014: Come Up
- 2016: Set the Pick

## Auszeichnungen für Musikverkäufe
| Platin-Schallplatte - Neuseeland - 2025: für das Album Beg for Mercy | 2× Platin-Schallplatte - Kanada - 2004: für das Album Beg for Mercy |

Anmerkung: Auszeichnungen in Ländern aus den Charttabellen bzw. Chartboxen sind in ebendiesen zu finden.
| Land/RegionAuszeichnungen für Musikverkäufe (Land/Region, Auszeichnungen, Verkäufe, Quellen) | Silber  | Gold | Platin     | Verkäufe  | Quellen          |
| -------------------------------------------------------------------------------------------- | ------- | ---- | ---------- | --------- | ---------------- |
| Kanada (MC)                                                                                  | —       | —    | 2× Platin2 | 200.000   | musiccanada.com  |
| Neuseeland (RMNZ)                                                                            | —       | —    | Platin1    | 15.000    | radioscope.co.nz |
| Vereinigte Staaten (RIAA)                                                                    | —       | —    | 2× Platin2 | 2.000.000 | riaa.com         |
| Vereinigtes Königreich (BPI)                                                                 | Silber1 | —    | Platin1    | 500.000   | bpi.co.uk        |
| Insgesamt                                                                                    | Silber1 | —    | 6× Platin6 |           |                  |